# ریموند براکن
ریموند براکن (انگلیسی: Raymond Bracken; ۸ ژانویهٔ ۱۸۹۱ – ۲۳ اکتبر ۱۹۷۴) تیرانداز اهل ایالات متحده آمریکا بود.
وی در مسابقات کشوری و بین‌المللی در مجموع برندهٔ ۱ مدال طلا، ۱ مدال نقره شده‌است.